# Fiord Franciszka Józefa
Fiord Franciszka Józefa (duń. Kejser Franz Joseph Fjord) – duży, rozgałęziony system fiordów położony we wschodniej części Grenlandii. Rozciąga się na długości ponad 200 km w głąb lądu. Jego północny brzeg tworzą m.in. półwyspy Gauss Halvø oraz Andrée Land. Na południu leży duża wyspa Ymer. Obszar ten jest niezamieszkany, jednak liczne miejsca z ruinami świadczą o wcześniejszym wykorzystywaniu fiordu jako bogatego terenu łowieckiego. Został nazwany przez niemiecką ekspedycję polarną w 1870 roku na cześć cesarza Franciszka Józefa I.